# 僕が僕であるために (曲)
「僕が僕であるために」（ぼくがぼくであるために）は、日本のシンガーソングライターである尾崎豊の楽曲。英題は「MY SONG」（マイ・ソング）。
1983年12月1日にCBSソニーからリリースされたファースト・アルバム『十七歳の地図』に収録されている。作詞・作曲は尾崎、編曲は町支寛二が担当している。プロデューサーであった須藤晃によれば、それまでの尾崎の曲にはなかった第三者による視点が初めて表現された曲であり、須藤は『十七歳の地図』の収録曲の中で最も尾崎らしい曲であるとも述べている。
初期のライブにおいて必ず演奏されていたが、1985年以降のコンサートツアーにおいてセットリストから外された。しかし1988年の東京ドーム公演にて久しぶりに演奏され、1991年のコンサートツアー「TOUR 1991 BIRTH」においても演奏された。
フジテレビ系テレビドラマ『僕が僕であるために』（1997年）の主題歌として使用された他、後年Mr.Childrenや中村あゆみ、miwaなどの著名なミュージシャンによってカバーされており、馬場俊英によるカバーバージョンがテレビ東京系テレビドラマ『鈴木先生』（2011年）のエンディングテーマとして使用された。

## 録音
アルバム『十七歳の地図』のレコーディングは1983年7月30日18時から開始され、当時高校三年生であった尾崎にとって初となるレコーディングとなった。尾崎は夏休み前に校内での喫煙や渋谷での飲酒、騒乱によって無期停学となっており、その期間にレコーディングが開始される事となった。7月30日から31日にかけて本作と「愛の消えた街」、「15の夜」の3曲のリズム録りが行われている。
アルバム『十七歳の地図』は1曲目の「街の風景」から始まり、尾崎は周囲の街の風景を歌っている曲が多い事から「冷たい街の風に歌い続けてる」というフレーズで終了する本作が最終曲として選定される事となった。また、それまでの尾崎の曲には無かった第三者的な視点で客観性がある事も最終曲に選定される要因となった。

## 音楽性と歌詞
プロデューサーである須藤晃は、尾崎が自分自身を懸命に描写した曲が「街の風景」であり、この曲から歌を歌い始めた尾崎が社会との折り合いの付け方、両親に対する思いや自身の弱さを克服するにはどうしたら良いのかについて結論を出した曲が本作であると述べている。尾崎はジャクソン・ブラウンのアルバム『孤独なランナー』（1977年）に影響され「街の風景」や「ダンスホール」などを制作したが、これらの曲にはない第三者的な視点が本作では描写されていると須藤は述べ、またその視点が次作となる『回帰線』（1985年）に受け継がれているとも述べている。
歌詞中にある「勝ち続けなければならない」という箇所に関して、尾崎は負けず嫌いであり努力家でもあったと須藤は述べている。当初はピアノが弾けずギター演奏も下手であった尾崎だが、須藤が「どんなに有名な野球の選手だって、最初からホームランを打っていたわけじゃないだろう。ひたすら練習する事で、克服してきたんだよ」と告げると、尾崎は後に様々な楽器が演奏できるようになったという。また須藤は「街の風景」を制作した頃の尾崎は自身しか見えていない純粋で傲慢な子供であったと述べ、本作を制作した頃には周囲の大人達と自身を比較した表現や周囲の人間から見た自身の姿を描くようになっており、「いい意味でも悪い意味でも歌がプロっぽくなっている」とした上で「愛の消えた街」と比較して同一人物が制作した曲とは思えないほど落ち着いていて余裕がある曲であると述べている。
須藤は新聞社の人間などから本作は須藤が制作したのではないか、ブルース・スプリングスティーンの曲を須藤が解釈して尾崎に伝え、それを基に尾崎が制作したのではないかと疑問を投げかけられた事があると述べている。それに対し須藤は17歳の少年が何を歌うのかという点のみに興味があり、尾崎が自身の表現で歌う事を望んでいたためにそのような事は全くないと否定している。須藤はアルバム『十七歳の地図』の中で本作が最も尾崎らしい曲であるとも述べている。

## 受容
演歌業界に飛び込んだ若者たちの姿を描いた、土田世紀の漫画『俺節』第70話のサブタイトルは「僕が僕であるために」であり、“劇中”に歌詞も引用されている。

## ミュージック・ビデオ
2018年に制作され、監督は佐藤輝が担当している。10 PIECES OF STORYに収録されている。

## ライブ・パフォーマンス
本作はアマチュアバンドの前座として出演し尾崎にとって初公演となった1984年2月12日の千葉マザースにて1曲目に初めて演奏され、その後初の単独公演となった新宿ルイードにおいても5曲目に演奏された。その後も「6大都市ライブハウス・ツアー」において6曲目に、「FIRST LIVE CONCERT TOUR」において7曲目に演奏されたが、1985年以降のコンサートツアーではセットリストからは外されている。その後1988年9月12日の東京ドーム公演である「LIVE CORE」にて再びアンコールの最終曲としてアコースティック・ギターのみの弾き語りで演奏され、約2年ぶりのライブ演奏となった。1991年の全国ツアー「TOUR 1991 BIRTH」においても5曲目に演奏されている。結果として最後のコンサートツアーとなった「TOUR 1991 BIRTH」で本作を演奏した事に関して須藤は、尾崎が気に入っていた曲の一つであり本作に拘り続けた理由として「やっぱり自分に負けられない、負けられないと思い続けたんだと思う」と述べている。

## メディアでの使用
フジテレビ系テレビドラマ『僕が僕であるために』（1997年）の主題歌として使用された。同ドラマを企画したテレビドラマプロデューサーである大多亮は、以前にフジテレビ系テレビドラマ『愛という名のもとに』（1992年）の主題歌として浜田省吾の「悲しみは雪のように」（1981年）を使用するため須藤に企画内容を伝えて許可を得た事があり、その後フジテレビ系テレビドラマ『この世の果て』（1994年）を手掛けた際にドラマの世界観と一致する事から再び須藤に企画内容を伝え、須藤から「大多の作るものなら信頼できる」と言われ「OH MY LITTLE GIRL」の使用許可を得る事となった。その後に手掛けたのが同ドラマであり、大多によればドラマのテーマは「みんなで共有した青春があって、大人になって社会に出て苦労しながらもあの時のピュアな輝きを持って生きたい」という内容であり、このテーマには主演となったSMAPメンバーも強く共感していたという。大多は本作のテーマは普遍的なものであるとし、また尾崎は生きて歌い続けるべきであったと述べた他、自身も尾崎の曲を使用したテレビドラマを制作していたであろうと述べている。
またテレビ東京系テレビドラマ『鈴木先生』（2011年）において、馬場俊英によるカバーバージョンがエンディングテーマとして使用された。ドラマスタッフから本作の使用を提案された須藤は大人が歌うバージョンが望ましいと判断し、「自分も弱いんだという前提で応援歌を歌い続けている馬場俊英さんが浮かんでオファーしました」と述べている。オファーを受けた馬場はそれまでに尾崎の曲を正式に聴いた事がなく、本作を初めて聴いた馬場は感動を覚え40代である自身が歌う事で「『大切なものはなにか』と考えるきっかえになったら嬉しいです」と述べている。馬場によるバージョンは10枚目のアルバム『HEARTBEAT RUSH』（2011年）のボーナストラックとして収録された。

## カバー
- 杏 - 2021年放送のユーキャン「もっとあなたらしく杏さん篇」のコマーシャルソングとして使用された[17]。
- 池松壮亮、キム・コッピ、満島真之介、大倉孝二 - 映画『君が君で君だ』（2018年）のエンディングテーマとして使用された[18][19]。
- 木山裕策 - カバー・アルバム『ホーム&ライヴズ』（2021年）に収録[20]。
- 桜庭ななみ - 2011年放送のゆうちょ家族「プロポーズ篇」のコマーシャルソングとして使用された[21]。
- 中村あゆみ - シングル「僕が僕であるために」（2009年）収録。麒麟麦酒「ストロングセブン」のコマーシャルソングとして使用された[22]。
- 馬場俊英 - アルバム『HEARTBEAT RUSH』（2011年）に収録。テレビ東京系テレビドラマ『鈴木先生』のエンディングテーマとして使用された[14][15][16]。
- 松下優也（2022年） - カバー・アルバム『うたふぇち 伝わりますか』に収録[23]。
- Mr.Children - トリビュート・アルバム『"BLUE" A TRIBUTE TO YUTAKA OZAKI』（2004年）に収録[24]。長らくライブ演奏されることはなかったが、2010年に初披露されライブ・ビデオ『ap bank fes '10』（2011年）に収録された。
- miwa - シングル「ヒカリヘ」（2010年）に収録[25]。映画『カラフル』イメージソング[26][27][28]。
- 山内惠介 - アルバム『Roots』（2021年）収録。
- 湯の川学院高等学校合唱部（2008年） - 『うた魂♪ オリジナル・サウンドトラック』収録。映画『うた魂♪』挿入歌。

## スタッフ・クレジット

### 参加ミュージシャン
- 菊池丈夫 – ドラムス
- 美久月千晴 – ベース
- 佐藤英二 – ギター
- 町支寛二 – 12弦アコースティックギター
- 西本明 – アコースティックピアノ
- 板倉雅一 – ハモンドオルガン

### スタッフ
- 須藤晃 – プロデューサー
- 助川健 – レコーディング、ミックス・エンジニア
- 田島照久 – デザイン、アート・ディレクション、写真撮影
- いとうたかし – セカンド・エンジニア
- 大野邦彦 – セカンド・エンジニア
- 村上茂 – プロモーション・スタッフ